# Joseph Garibaldi

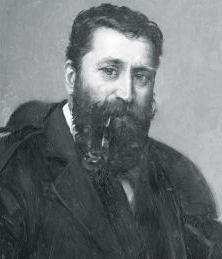
José Garibaldi; retrato de Paul Saïn (1902)

Joseph Garibaldi (12 de mayo de 1863, Marsella-6 de mayo de 1941, Marsella) fue un pintor francés, especializado en paisajes urbanos y escenas costeras.

## Biografía
Su padre, empleado de la destilería Noilly Prat, era originario de Italia. Louis Prat, uno de los dueños de la firma, notó que Joseph tenía talento artístico y convenció a su padre para que lo dejara inscribirse en la École supérieure des beaux-arts de Marseille. La visita del célebre artista Antoine Vollon fue decisiva para él. Bajo su influencia y consejo, Garibaldi realizó su primera exposición en el Salón. También se hicieron amigos cercanos y le sería un asistente de confianza durante la última enfermedad de Vollon.
Expondrá regularmente en el Salón de 1884 a 1914; recibiendo una medalla de segunda clase en 1897. Se especializó en escenas de puertos costeros, entre ellos el de Cassis, que visitó de 1884 a 1899, y La Ciotat, pero su favorito siempre sería el Puerto Viejo de Marsella.
Hasta 1905, se benefició enormemente del mecenazgo del barón Alphonse de Rothschild, quien compraba sus cuadros y los donaba a los museos provinciales. En 1906 expuso paisajes en la  Exposition coloniale de Marseille y recibió una beca de viaje a Túnez al año siguiente. Durante el resto de su carrera, recibió un importante apoyo de sus amigos Étienne Martin, José Silbert y Édouard Crémieux, quienes fueron, sucesivamente, los directores de la Association des Artistes Marseillais.
Aparte de breves viajes a Venecia y Córcega, se contentó con permanecer en su distrito natal. Después de la Primera Guerra Mundial, aprovechó los alojamientos que le habían proporcionado en Fos-sur-Mer. Durante la década de 1930, desarrolló gradualmente unglaucoma y se vio obligado a dejar de pintar.
Se han realizado dos grandes retrospectivas: Les terres marines de Joseph Garibaldi en Cassis en 2006, y Joseph Garibaldi, le Midi paisible en el Palacio de las Artes de Marsella en 2012. Sus obras se pueden ver en el Musée de Cahors Henri-Martin, Musée des beaux-arts de Marseille y el Musée Ziem.

## Pinturas seleccionadas

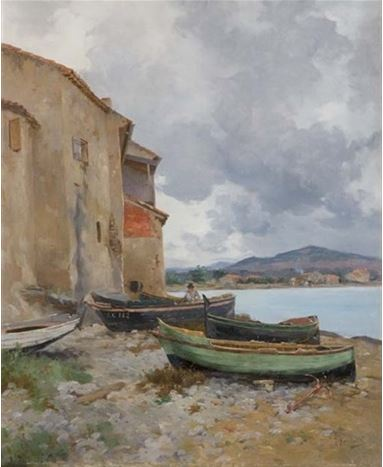
The Port of Saint-Cyr les Lecques
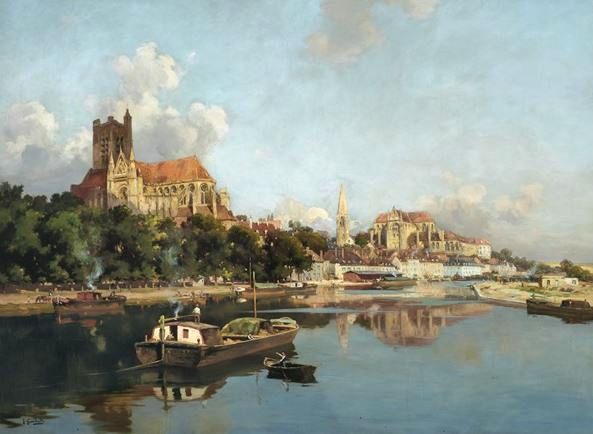
View of Auxerre Cathedral
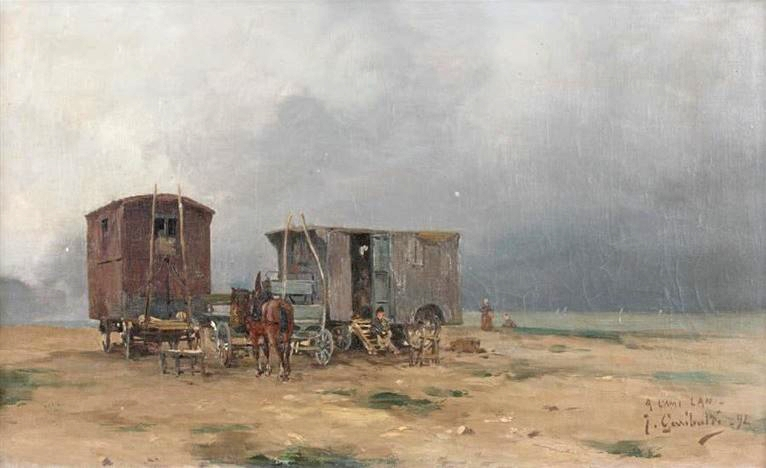
Gypsy Camp
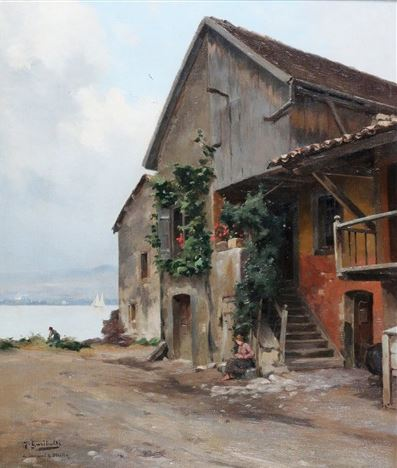
Chalet in Pontcarré